# Ірландська Республіка (1919—1922)
Ірландська Республіка (ірл. Poblacht na hÉireann або ірл. Saorstát Éireann, або англ. Irish Republic) — невизнана держава, що існувала з 1919 по 1922 на острові Ірландія. Час існування республіки збігається з війною за незалежність Ірландії. Під час війни в республіці виникли політичні органи, які спиралися на підтримку більшості населення. Спроба покінчити з британським впливом на ірландському острові зазнала краху. Хоча республіка включила всю територію острова, вплив уряду не досягав до північно-східних регіонів (сьогоденна Північна Ірландія). Кінцем республіки вважається утворення Ірландської Вільної держави в 1922.

## Передісторія
Ще наприкінці XIX століття в Ірландії, що була частиною Британської імперії починає набирати силу політичний рух прихильників самоврядування, Home Rule (гомрул), що мало за мету створення ірландського парламенту для вирішення питань всередині країни, при збереженні верховної влади британського монарха.

## Оголошення республіки
У 1916 в Дубліні відбулося повстання, відоме як Кривавий Великдень, в ході якого було задекларовано утворення Ірландської Республіки. Повстання було придушене британськими військами, ватажки були розстріляні, тисячі ірландців потрапили до в'язниці, але наступна героїзація образу революціонерів і борців за незалежність знайшла відгук в ірландської громадськості. З цього часу революційна партія Шинн Фейн, утворена у 1905—1908 роках і яка оголосила своєю метою створення незалежної ірландської держави, почала завойовувати все більшу популярність у виборців. У жовтні 1917 на з'їзді партії Шинн Фейн була затверджена конституція, прийнято рішення про націленість на перемогу в парламентських виборах, президентом партії був обраний Еймон де Валера.

## Утворення Дойла
У грудні 1918 відбулися вибори у парламент Великої Британії. На виборах в Ірландії переконливу перемогу здобула партія Шинн Фейн, що отримала 73 з 105 належних депутатських місць, 6 місць замість попередніх 80 отримала Ірландська парламентська партія, решту 26 депутатів представляли партію юніоністів, причому 23 з них були обрані в Ольстері, що підтверджувало наявність явного розколу в ірландському суспільстві.
У січні 1919 депутати від Шинн Фейн відмовилися засідати у Вестмінстері, оголосили про створення власного ірландського парламенту — Дойла і прийняттям декларації незалежності підтвердили існування проголошеної ще 1916 Ірландської Республіки.

## Зовнішньополітичні дії
Відразу після прийняття декларації незалежності Дойл випустив звернення до всіх народів і урядів із закликом про визнання незалежної ірландської держави. Для участі від імені Ірландської Республіки в мирній конференції в Парижі були відправлені кілька делегатів, які добивалися участі і розгляду справи про визнання ірландської незалежності. Багато в чому через негативне ставлення до цієї ідеї з боку Великої Британії та США делегати на конференцію допущені не були, що означало провал спроби домогтися незалежності мирним шляхом.

## Війна
Після оголошення незалежності й утворення Ірландської Республіки Велика Британія почала на території острова бойові дії силами шістдесятитисячної армії під командуванням генерала Макреді. Організація ірландських волонтерів стала основною військовою організацією молодої держави і відтоді стала називатися Ірландською республіканською армією. Чисельність ІРА становила близько 15 тисяч осіб, і її підрозділи явно не могли у відкриту протистояти вчетверо більшій професійній армії, тому ірландські війська зосередилися на тактиці партизанських і терористичних дій, створюючи летючі загони, що мали як основні цілі британські військові об'єкти, що діяли з засад, влаштовували підпали, вибірково вбиваючи високопоставлених англійців. Дії британської армії розцінювалися як окупація, і свої дії ірландці виправдовували як єдино можливі в такій ситуації.
1. ↑  Laffan, Michael (1999). The Resurrection of Ireland. Cambridge University Press. с. 350. ISBN 9781139426299. Архів оригіналу за 24 грудня 2019. Процитовано 16 жовтня 2015.